# Sara bint Fayçal Al Saoud
Sara bint Fayçal Al Saoud (en arabe : سارة بنت فيصل آل سعود Sara bint Fayṣal Āl Su'ūd), née le 2 février 1935, est une philanthrope et femme politique saoudienne, princesse de la maison des Saoud, la famille royale saoudienne.
Elle est la fondatrice d'une association caritative et de plusieurs écoles, présidente de l'Université Effat, présidente d'associations. Elle est aussi connue comme l'une des premières femmes parlementaires saoudiennes, comme membre de l'Assemblée consultative d'Arabie saoudite, occupant cette fonction pendant presque quatre ans, de janvier 2013 à décembre 2016.

## Biographie

### Jeunesse, formation
Sara bint Fayçal naît en 1935. Princesse royale saoudienne, elle est la fille aînée du roi Fayçal d'Arabie saoudite et d'Iffat bint Mohammad Al Thunayan, d'origine turque,. Ses frères et sœurs sont le prince Mohammad, la princesse Latifa, le prince Saoud, le prince Abdul Rahman, le prince Bandar, le prince Turki, la princesse Lolowah et la princesse Haïfa,.
Sara bint Fayçal apprend la langue turque auprès de sa mère pendant son enfance. Elle est diplômée du Wellesley College, près de Boston, aux États-Unis.

### Fondatrice d'écoles, présidente d'associations
La princesse Sara bint Fayçal fonde en 1962 avec sa sœur la princesse Latifa l'une des premières associations caritatives d'Arabie saoudite, Al Nahda,. Elle préside longtemps cette association, qui reçoit le premier prix Chaillot pour les organisations de défense des droits de l'homme dans les États arabes du golfe Persique en 2009.
Elle fonde également des écoles en 1964, les écoles privées Al Tarbeya Al Islamiya à Riyad. Elle est remplacée par la princesse Moudi bint Khalid à la présidence d'Al Nahda.
Depuis 2009, la princesse Sara est présidente du conseil des fondateurs et du conseil d'administration de l'Université Effat,. Elle est aussi la présidente de l'association Art of Heritage, dont le siège est à Riyad. Elle membre de diverses autres organisations, dont le Maharat Center.

### Membre de l'Assemblée consultative
La princesse Sara est nommée membre de l'Assemblée consultative d'Arabie saoudite le 11 janvier 2013,. Elle est ainsi une des premières femmes parlementaires dans ce pays, et elle est avec la princesse Moudi bint Khalid l'une des deux premières princesses royales nommées à l'Assemblée,. Le mandat parlementaire des deux princesses prend fin en décembre 2016 lorsque le roi Salmane nomme de nouveaux membres à l'Assemblée consultative.

### Vie privée
Sara bint Fayçal est la veuve de Mohammad bin Saoud, fils du roi Saoud,. Ils n'ont pas eu d'enfants.

## Distinctions
En mai 2013, la princesse Sara reçoit la médaille de l'ordre du roi Abdulaziz de première classe pour ses activités,.